# 国家統計局 (イギリス)
国家統計局 (こっかとうけいきょく、英: Office for National Statistics、略称: ONS) は、非内閣構成型政府機関であるイギリス統計理事会の監督下にあり、英国議会に直属する、イギリス最大の独立した統計作成機関である。イギリス国立統計局という表記も見られる。

## 概要
イギリスの経済・人口・社会に関係する統計を収集および公表することを所掌業務とする。スコットランド、北アイルランド、ウェールズにおける一部の統計分野については、権限が委譲された各地方の政府がこれを担当する。国家統計局 (ONS) は、国家統計官の執行部門として機能している。国家統計官は、イギリス統計理事会 (United Kingdom Statistics Authority; UKSA) の最高経営責任者でもあり、ONSに対して統計に関する助言を第一に行う上に、イギリス政府の各種統計関連部局間の調整をも担当する。故に、ONSは政府統計サービスの、いわば“本局”としての役割も果たしている。本庁舎は、南ウェールズのニューポート市内、知的財産庁庁舎の近くに所在する。他に、ハンプシャー州ティッチフィールドに支局、ロンドンに事務局を置いている。

## 歴史
国家統計局は、中央統計局 (CSO) と人口センサス調査局 (OPCS) の合併により、1996年4月1日に設立された。2007年統計及び登録サービス法の施行により、2008年4月1日をもって、イギリス統計理事会は非内閣構成型の機関 (non-ministerial department) となった。

## 国家統計局の職務
ONSの職務は、イギリスの経済・人口・社会に関する統計データの収集から、その分析および公表にまで及んでいる。データは地理的地域により分類されるところだが、これは通常、ONSコード体系で定義された地域によりなされる。

### 収集するデータ
国家統計局が収集する統計データの主要な分野を次に示す:
- 農業と環境
- ビジネスとエネルギー
- 子供・教育・技能
- 犯罪と裁判
- 経済
- 行政
- 保健とソーシャルケア
- 労働市場
- 人と場所
- 人口
- 旅行と交通

統計官は、政府の他のさまざまな行政機関にも雇用されており、しばしばデータを収集し、公表する。政府統計サービス (Government Statistical Service) の一員である統計官は、サービスの筆頭にあり、専門的な職務を負う国家統計官でもある。各省はそれぞれの統計部局 Head of Profession を有している。例えば、農林水産業に関するデータは、まず第一に環境・食糧・農村地域省の統計部局から発表される。大蔵省とイングランド銀行の政策意思決定のための拠り所となる経済的なデータと共に、広くメディアの注目を集める統計の多くは、内務省、保健省、ビジネス・イノベーション・技能省から公表される。また、ONSは省庁間企業登録 (Inter-Departmental Business Register) およびビジネス構造データベース (Business Structure Database) の管理・維持も担っている。